# Шпионки (фильм, 2004)
«Шпионки» (англ. D.E.B.S.) — американский художественный фильм в жанре комедии 2004 года, поставленный режиссёром Анжелой Робинсон на основе её же одноимённого короткометражного фильма 2003 года, получившего множество призов на различных кинофестивалях.

## Сюжет
По всем школам ФБР проводит специальный тест для отбора девушек в специальное подразделение. Проверяемые показатели: хитрость, сексуальность, склонность ко лжи и способность изворачиваться. Отобранными оказываются Эми, Доминик, Джанет и Макс. Попав в тайную академию они обучаются всем тонкостям шпионской работы, и из них создаётся отдельная команда.
Первым заданием становится слежка за преступницей мирового масштаба Люси Даймонд. Люси, лесбиянка, отправляется на свидание вслепую с агентом КГБ Ниночкой Карповой, которую подыскал для неё друг и соратник по злодеяниям Скад. Скад считает, что у Люси слишком давно не было хорошего романа и это мешает ей в работе.
Люси встречается с Ниночкой в ресторане, но их свидание прерывается, когда они обнаруживают, что за ними следят. Начинается перестрелка, а потом погоня. Команда шпионок бросается вслед за Люси, но только у Эми получается догнать неуловимую преступницу. Она хочет арестовать Люси, но неожиданно возникшая между ними симпатия сбивает все планы, и Люси убегает.
Люси понимает, что влюбилась в Эми и похищает её из резиденции шпионок. Все силы спецназа бросаются на поиски Эми, которая тем временем не в силах устоять перед Люси и тоже влюбляется в неё. У девушек начинается роман. Но всё заканчивается, когда в тайное убежище Люси проникает спецназ. Потрясённые подружки по академии видят Эми в постели с Люси.
Для того чтобы не уронить престиж академии, решено дать Эми награду как шпионке года, которая выследила саму Люси Даймонд. На вручении награды Эми должна заклеймить Люси позором. Но выйдя на сцену перед полным залом гостей, Эми не в силах противиться своим чувствам. Она признаётся, что любит Люси и уходит из академии. Теперь влюблённым девушкам ничто не может помешать быть вместе.

## В ролях
| В ролях          |  | Персонаж     |
| ---------------- |  | ------------ |
| Сара Фостер      |  | Эми Бредшоу  |
| Джордана Брюстер |  | Люси Даймонд |
| Миган Гуд        |  | Макс Брюер   |
| Девон Аоки       |  | Доминик      |
| Джилл Ричи       |  | Джанет       |

| В ролях            |  | Персонаж        |
| ------------------ |  | --------------- |
| Джофф Стульц       |  | Бобби Мэттьюз   |
| Джимми Симпсон     |  | Скад            |
| Холланд Тейлор     |  | Миссис Петри    |
| Майкл Кларк Дункан |  | Мистер Фипс     |
| Джессика Коффил    |  | Ниночка Карпова |

## Награды
В 2004 году на Берлинском кинофестивале фильм получил приз жюри читателей ЛГБТ-журнала Siegessäule:

## Восприятие
На сайте-агрегаторе Rotten Tomatoes фильм получил рейтинг одобрения 42 % на основе 64 отзывов кинокритиков, по совокупному мнению которых, «из-за отсутствия достаточного количества материала для полнометражного фильма здесь недостаточно ни сюжета, ни удачных шуток».
В положительном обзоре Стивен Хантер из The Washington Post похвалил фильм за то, что тот высмеивает различные клише в шпионских фильмах и не воспринимает себя слишком серьёзно. Питер Трэверс в журнале Rolling Stone, напротив, оценил фильм лишь в 1 балл из 5, назвав работу Анжелы Робинсон «недалёкой сатирой».
Канадский писатель и кинематографист Питер Негт в журнале Exclaim! встал на защиту фильма, подчеркнув, что поскольку это сатира на такие женские боевики, как Ангелы Чарли, режиссёр умышленно доводит до крайности недостаток сюжета и неважную актёрскую игру. Критик также заметил, что с выходом фильма на DVD, он имеет предпосылки стать «культовым», по крайней мере в лесбийской среде.